# Héctor Acosta (Radsportler)
Héctor H. Acosta (* 9. Dezember 1933 in Rosario (Santa Fe); † 1. November 1973 ebenda) war ein argentinischer Radrennfahrer und nationaler Meister im Radsport.

## Sportliche Laufbahn
Acosta war Teilnehmer der Olympischen Sommerspiele 1960 in Rom. Dort startete er im Bahnradsport. Er bestritt mit dem Vierer Argentiniens die Mannschaftsverfolgung. Das Team mit Alberto Trillo, Ernesto Contreras, Héctor Acosta und Juan Brotto belegte den 5. Platz.
Acosta war ebenfalls Teilnehmer der Olympischen Sommerspiele 1964 in Tokio. Im Mannschaftszeitfahren kam das argentinische Team beim Sieg der Niederlande mit Héctor Acosta, Roberto Breppe, Delmo Delmastro und Rubén Placánica auf den 4. Platz.
1957 gewann er die Argentinische Meisterschaft im Straßenrennen der Männer. 1956 siegte er im Sechstagerennen von Buenos Aires mit Bruno Silvilotti. 1959 gewann er die Bronzemedaille in der Mannschaftsverfolgung bei den Panamerikanischen Spielen, 1963 holte er mit seinem Team Silber. Im Eintagesrennen Prova Ciclistica 9 de Julho 1961 wurde er Zweiter hinter Claudio Rosa.